# Laura Harris
Laura Harris (Vancouver, 20 novembre 1976) è un'attrice canadese.

## Filmografia

### Cinema
- Frequenze pericolose (Stay Tuned), regia di Peter Hyams (1992)
- Habitat - Non entrate (Habitat), regia di Rene Daalder (1996)
- Suicide Kings, regia di Peter O'Fallon (1997)
- Kitchen Party, regia di Gary Burns (1997)
- The Faculty, regia di Robert Rodriguez (1998)
- Biglietti... d'amore (Just the Ticket), regia di Richard Wenk (1998)
- The Manor - La dimora del crimine (The Manor), regia di Ken Berris (1999)
- Vite a mano armata (The Highwayman), regia di Keoni Waxman (1999)
- The Calling - La chiamata (The Calling), regia di Richard Caesar (2000)
- Come Together, regia di Jeff Macpherson (2001)
- A Mighty Wind - Amici per la musica (A Mighty Wind), regia di Christopher Guest (2003)
- It's Better to Be Wanted for Murder Than Not to Be Wanted at All, regia di Marcel Sarmiento (2003)
- Severance - Tagli al personale (Severance), regia di Christopher Smith (2006)
- L'ultima speranza (Final Sale), regia di Andrew C. Erin (2011)
- Officer Down - Un passato sepolto (Officer Down), regia di Brian A Miller (2013)
- Preggoland, regia di Jacob Tierney (2014)

### Televisione
- Vola mio mini pony (My Little Pony Tales) – serie TV animata, 21 episodi (1992) (voce)
- The Odyssey – serie TV, episodio 3x04 (1994)
- Highlander (Highlander: The Series) – serie TV, episodio 3x08 (1994)
- M.A.N.T.I.S. – serie TV, episodio 1x12 (1994)
- Darkstalkers – serie TV animata, 13 episodi (1995) (voce)
- X-Files (The X-Files) – serie TV, episodio 2x14 (1995)
- Buon Natale, Ebbie (Ebbie), regia di George Kaczender – film TV (1995)
- Il matto di Notre Dame (The Halfback of Notre Dame), regia di René Bonnière – film TV (1996)
- Per il bene di un bambino (A Kidnapping in the Family), regia di Colin Bucksey – film TV (1996)
- Sabrina - Vita da strega (Sabrina the Teenage Witch), regia di Tibor Takács – film TV (1996)
- I viaggiatori (Sliders) – serie TV, episodio 2x11 (1996)
- Susie Q, regia di John Blizek – film TV (1996)
- Falso movente (Abduction of Innocence), regia di James A. Contner – film TV (1996)
- L'assassino è alla porta (Murder at My Door), regia di Eric Till – film TV (1996)
- For Those Who Hunt the Wounded Down, regia di Norma Bailey – film TV (1996)
- Oltre i limiti (The Outer Limits) – serie TV, episodi 3x17-7x06 (1997-2001)
- Moment of Truth: Into the Arms of Danger, regia di Chuck Bowman – film TV (1997)
- Poltergeist (Poltergeist: The Legacy) – serie TV, episodio 2x09 (1997)
- Progetto criminale (Nobody Lives Forever), regia di Paul Wendkos – film TV (1998)
- Total Recall 2070 – serie TV, episodio 1x03 (1999)
- Going Greek, regia di Justin Zackham – film TV (2001)
- 24 – serie TV, 14 episodi (2002-2003)
- Jake 2.0 – serie TV, episodio 1x10 (2003)
- Dead Like Me – serie TV, 24 episodi (2003-2004)
- A Friend of the Family, regia di Stuart Gillard – film TV (2005)
- The Dead Zone – serie TV, episodi 4x08-4x11-5x01 (2003)
- Four Extraordinary Women, regia di Gail Harvey – film TV (2006)
- Stargate Atlantis – serie TV, episodio 3x15 (2006)
- Hollis & Rae, regia di Callie Khouri – film TV (2006)
- CSI: Scena del crimine (CSI: Crime Scene Investigation) – serie TV, episodio 7x17 (2007)
- Women's Murder Club – serie TV, 13 episodi (2007-2008)
- Defying Gravity - Le galassie del cuore (Defying Gravity) – serie TV, 13 episodi (2009)
- Warehouse 13 – serie TV, episodio 2x08 (2010)
- L'ultima mossa dell'assassino (An Officer and a Murderer), regia di Norma Bailey – film TV (2012)

## Doppiatrici italiane
Nelle versioni in italiano dei suoi lavori, Laura Harris è stata doppiata da:
- Claudia Razzi in Biglietti... d'amore, Defying Gravity - Le galassie del cuore
- Eleonora De Angelis in Dead Like Me, Women's Murder Club
- Monica Vulcano in The Manor - La dimora del crimine
- Laura Latini in Vite a mano armata
- Georgia Lepore in The Faculty
- Federica De Bortoli in 24
- Connie Bismuto in Severance - Tagli al personale
- Laura Boccanera in CSI - Scena del crimine
- Sabrina Duranti in Warehouse 13

Da doppiatrice è stata sostituita:
- Elisabetta Spinelli in Vola mio mini pony